# 罗卡韦拉诺
罗卡韦拉诺（義大利語：Roccaverano），是意大利阿斯蒂省的一个市镇。总面积29.9平方公里，人口458人，人口密度15.3人/平方公里（2009年）。ISTAT代码为005094。